# Menesia pulchella
Menesia pulchella là một loài bọ cánh cứng trong họ Cerambycidae.